# Cubanea
Cubanea è una città dell'Argentina, capitale della provincia del Río Negro e nel dipartimento di Adolfo Alsina.
A metà del diciannovesimo secolo, un gruppo di coloni composto da dieci famiglie italiane, circa 80 abitanti si mosso in Brasile stabilendosi sulle rive del Rio Negro e fondando la colonia agricola di Cubanea nel 1862.
Nel settembre 1883 fu fondato il primo collegio della comunità, finanziato con le risorse finanziarie degli stessi residenti, e all'inizio del 1884, il padre salesiano Domenico Milanesio tenne per la prima volta la messa nella cappella appena fondata in questa città agricola di circa duecento abitanti di origine italiana.